# میدان ساعت (تبریز)

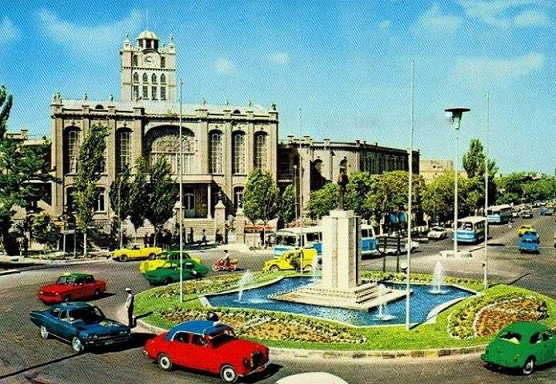
میدان ساعت تبریز، پیش از انقلاب ۱۳۵۷

میدان شهرداری (ساعت) در مقابل کاخ شهرداری تبریز معروف به «ساختمان ساعت» واقع شده‌است. این محل در زبان عامهٔ مردم «ساعات قاباغی» (جلوی ساعت) نام دارد. این میدان در تقاطع خیابان‌های ارتش و امام خمینی قرار دارد و وجه تسمیهٔ این میدان که سبب شهرت آن شده، ساعت تعبیه شده بر روی کاخ شهرداری تبریز است. این کاخ از بالا به شکل عقاب است.

## پیشینه
برج ساعت شهرداری تبریز در سال ۱۳۱۴ هجری خورشیدی در محل نوبر به دستور حاج ارفع‌الملک با نظارت مهندسان آلمانی به سبک بناهای کشور آلمان احداث گردیده‌است.
این میدان تا سال ۱۳۲۴ چهارراه بود. در زمان حکومت جعفر پیشه‌وری میدان آن ساخته شد و تندیس نیم‌تنهٔ باقرخان سالار ملی در آنجا نصب شد. پس از سقوط پیشه‌وری مجسمهٔ محمدرضاشاه را در آن‌جا قرار دادند. این میدان از میادین اصلی شهر تبریز به‌شمار می‌رود.

## نگارخانه

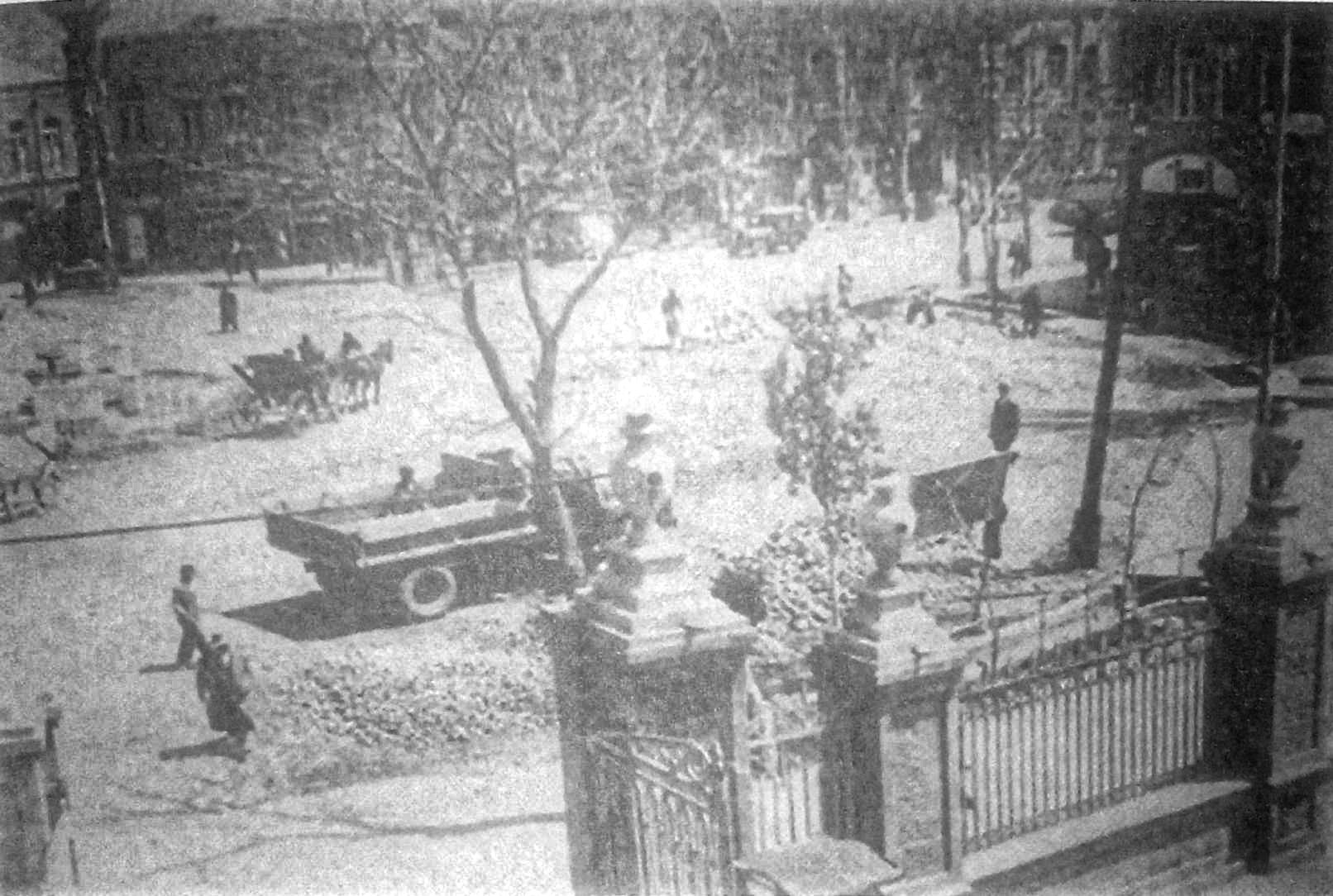
مقابل عمارت شهرداری تبریز در سال ۱۳۳۰
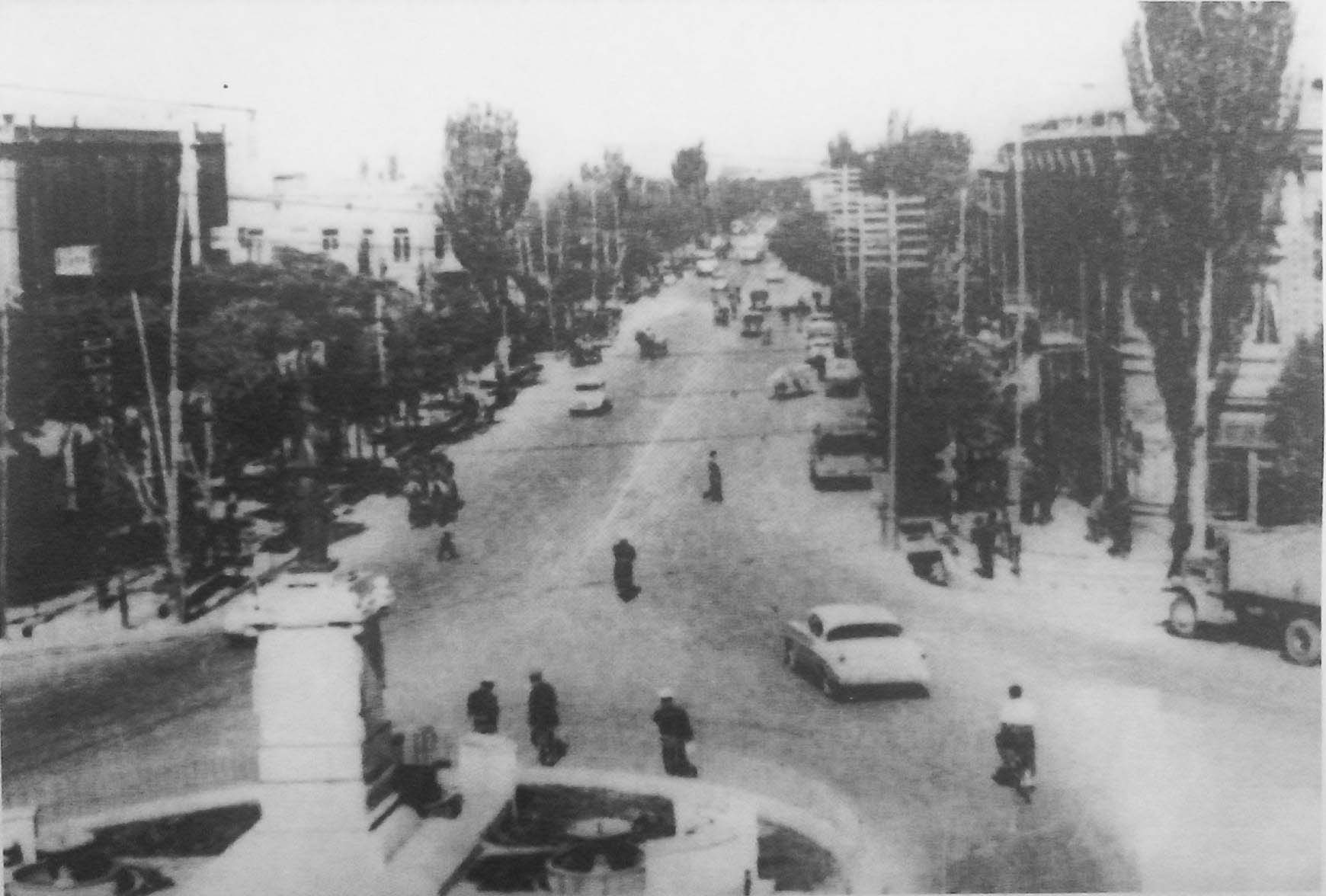
تصویر قدیمی از میدان ساعت، به طرف چهارراه شریعتی (شهناز)
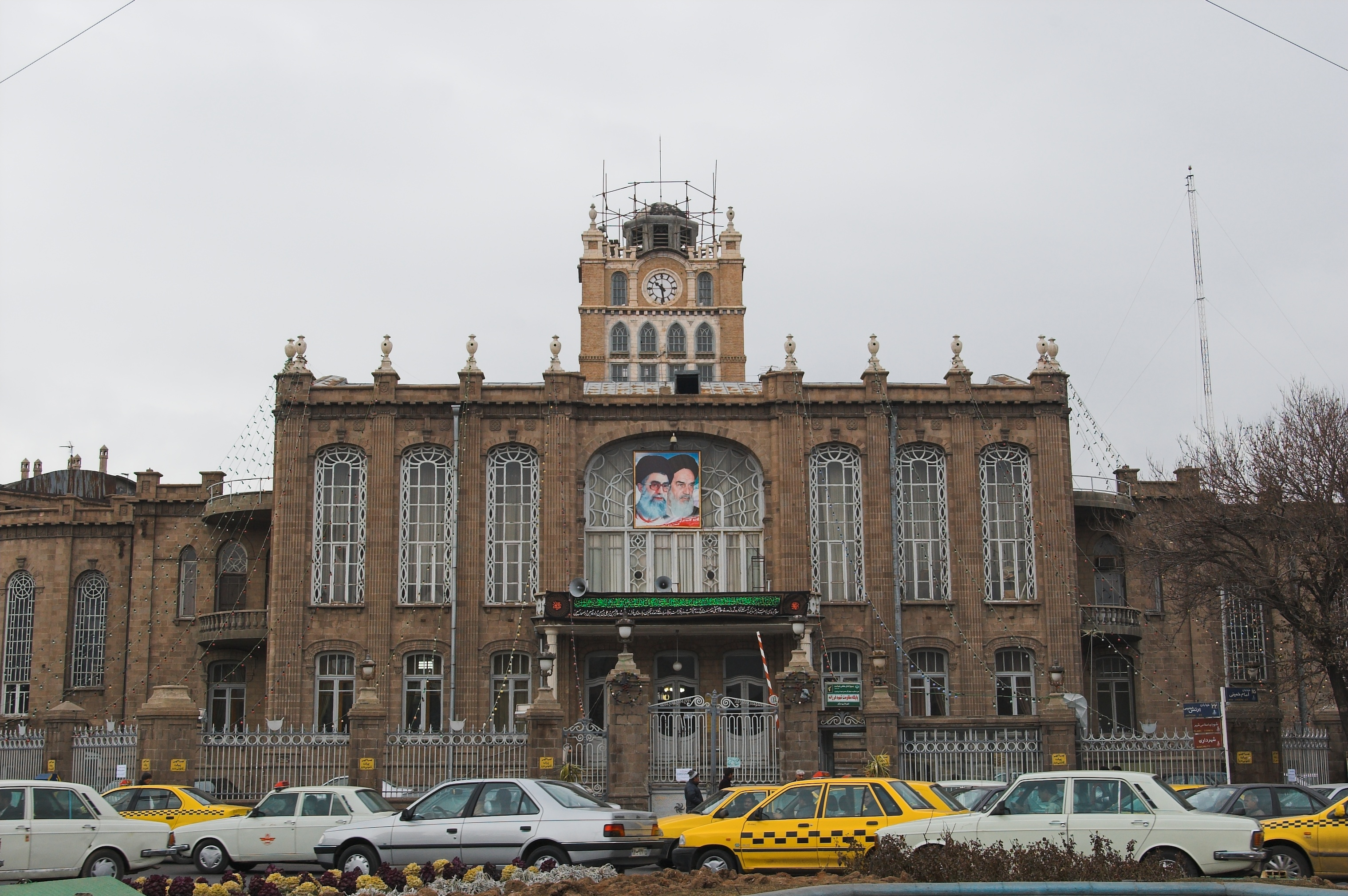
میدان شهرداری (ساعت) تبریز
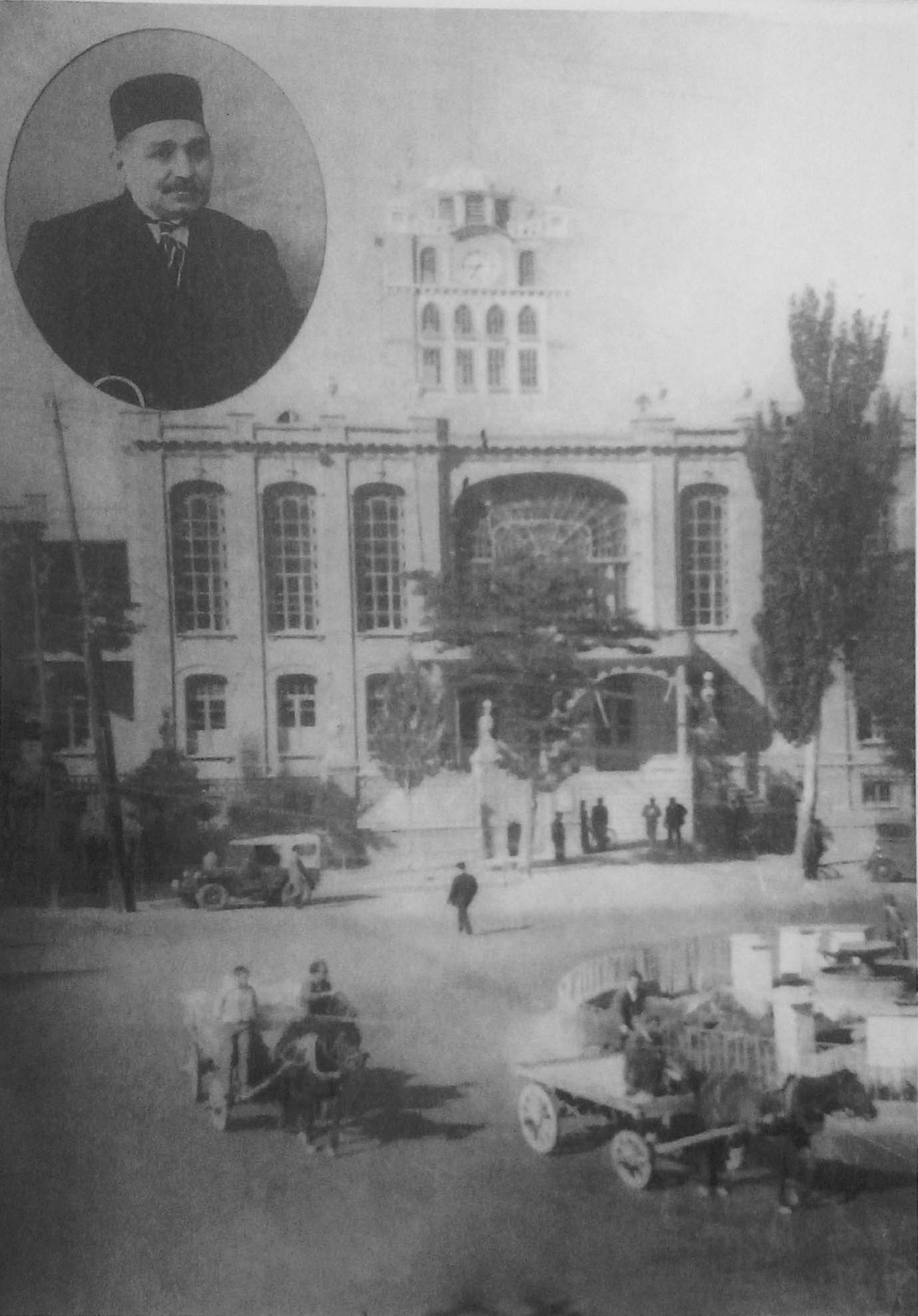
میدان ساعت تبریز به سال ۱۳۲۹ خورشیدی و تصویر ارفع‌الملک جلیلی، شهردار وقت (۱۳۱۸–۱۳۱۴)، که بانی این عمارت بود